# Góra Cisowa
Góra Cisowa (zwana także Suwalską Fudżi-jamą) – wzniesienie utworzone przez morenę czołową. Leży na terenie wsi Gulbieniszki w Suwalskim Parku Krajobrazowym. Wznosi się na wysokość 256 m n.p.m. Wzniesienie ma charakterystyczny kształt przypominający stożek krateru wulkanu.

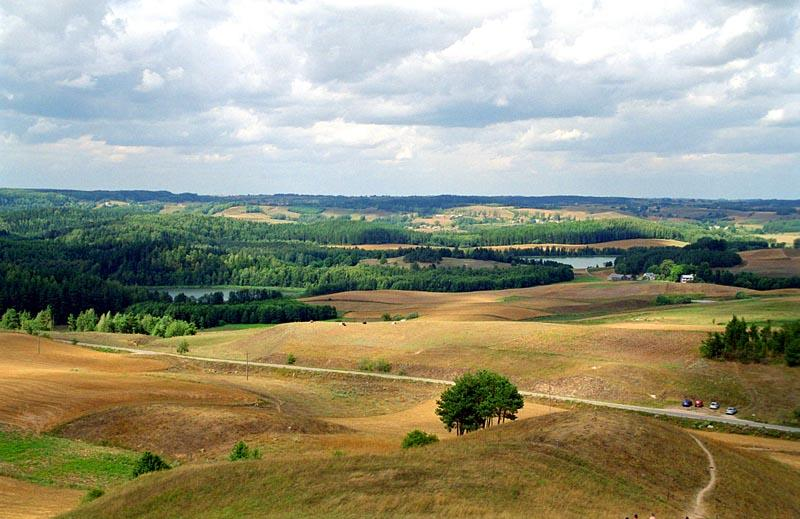
Widok ze wzniesienia